# Melanitis plagiata
Melanitis plagiata är en fjärilsart som beskrevs av Aurivillius 1911. Melanitis plagiata ingår i släktet Melanitis och familjen praktfjärilar. Inga underarter finns listade i Catalogue of Life.